# KitKat
KitKat («КитКа́т») — серия шоколадных батончиков, производимых компанией Nestlé за пределами США и компанией Hershey внутри страны. В настоящее время производит шоколадные батончики по всему миру.

## История
Торговая марка KitKat была создана шоколадной компанией Rowntree. В сентябре 1935 года на фабрике Rowntree’s в Йорке, Великобритания впервые появился продукт, имевший название Rowntree’s Chocolate Crisp (англ. crisp — хрустящий). Вначале он состоял из четырёх шоколадных батончиков с хрустящей начинкой, объединённых в одну плитку размерами под коробку для ланча. Версию, позже ставшую «классической», из четырёх шоколадных батончиков, Rowntree выпустила 15 мая 1936 года, а через год продукт получил новое название в KitKat Chocolate Crisp. На первых батончиках был изображён Кристофер Кэтлинг (сокращенно — Кит Кэт) — владелец лондонской таверны, где в начале XVIII века виги собирались на заседания одноимённого клуба.

В 1989 году Nestlé купил Rowntree и новый владелец сразу стал активно продвигать приобретённый бренд Kit Kat на рынке. Nestlé в течение 1990-х занималась популяризацией KitKat на новых рынках в Восточной Европе и Азии. И в скором времени торговая марка стала второй по популярности после бренда Mars в мире. Но в Соединённом Королевстве, в родной стране торговой марки KitKat, Nestlé не использовала рискованную маркетинговую политику, в отличие от новых регионов, где батончики могли иметь самый необычный вкус: от арахиса, до зелёного чая. 

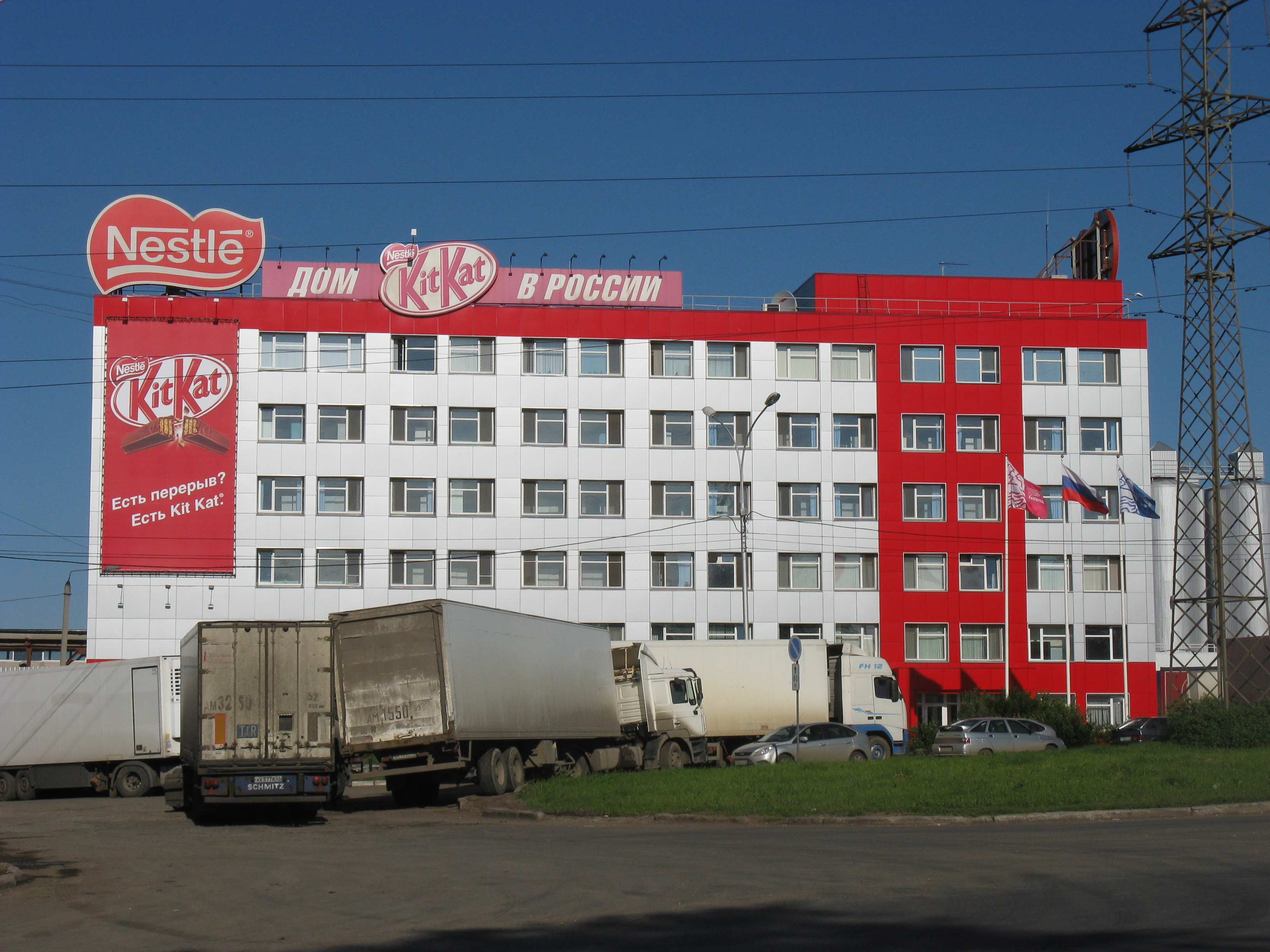
«Дом KitKat в России» — кондитерская фабрика «Камская» (г. Пермь) в фирменных цветах

Но в 1999 году фирма всё же решила произвести изменения в KitKat. Nestlé выпустила новый большой KitKat Chunky. Его популярность оказалась даже выше ожидаемой, так, заводы едва успевали выполнять заказы магазинов. Позже однако, видимо из-за утраты статуса новинки, продажи Chunky KitKat снизились, при этом часть покупателей «классических» KitKat, перешедших на новинку тоже перестали покупать продукцию КитКат. Не оправдал затрат новый проект Double Cream. Nestlé решила сэкономить на KitKat: ограничила расходы на рекламу и даже снизила содержание шоколада в батончике, что не могло не уменьшить спрос у покупателей. Чтобы решить финансовые проблемы, руководство Nestlé приняло решение резко увеличить ассортимент шоколадных батончиков. Швейцарский концерн исходил из стратегического мнения: выпускать больше разновидностей полюбившегося покупателям продукта — это дешевле, чем начинать рекламу новых незнакомых покупателям брендов.
В 2003 году начались разработки новых видов KitKat. Спустя всего год на рынке кондитерских изделий было большое разнообразие шоколадных изделий от КитКат. В летний период выпущены батончики со вкусом клубники и сливок, маракуйи, манго и лесных ягод. К зимним праздникам продавались «рождественский пудинг» и «тирамису с вином и сыром маскарпоне». Для людей следящих за весом выпустили и специальный низкоуглеводный КитКат.
На британском рынке появилось несколько видов KitKat, получивших высокий спрос в других странах, к примеру, лимонно-йогуртовый батончик, популярный у жителей Германии. Этот маркетинговый ход был для компании-производителя не слишком дорогостоящим: необходимо было лишь изменить рецепты, закупить новые ингредиенты и разработать новую упаковку.

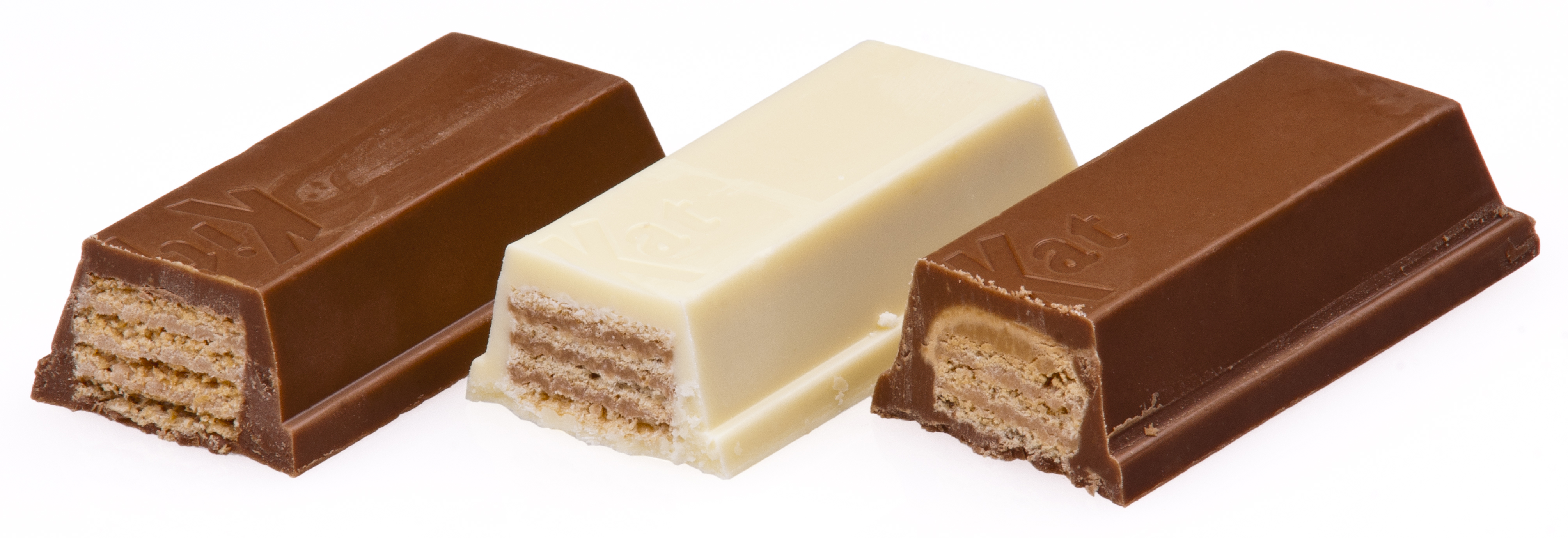
Три японских батончика KitKat

На новые разработанные батончики приходилось примерно 5% продаж марки в то время. Но уже в начале 2005 года стали появляться мнения, что «батончики сладкие и вообще странные на вкус». Покупатели не хотели второй раз покупать экзотические вкусы, и остатки новых KitKat застревали на складах по всему Соединённому Королевству. Магазины начали продавать батончики с огромными скидками вплоть до 90%, нередко требуя от Nestlé возместить им убытки, ведь если батончики не продавались даже с такими сниженными ценами, их просто выбрасывали. Агенты конкурирующих компаний, производящих Mars, Twix и Snickers, по словам владельцев магазинов, убеждали их переместить KitKat с главных полок в места для уценённых товаров.
По подсчётам ACNielsen, в 2005 году общие продажи всех продуктов от KitKat упали на 16,8 % до 260 миллионов фунтов. А уже осенью 2005 года руководители Nestlé уволили не оправдавших себя менеджеров и наняли новых, поручив им спасти марку KitKat.
Сначала организовали горячую телефонную линию для выяснения причин недовольства новыми вкусами. Многие покупатели звонили и жаловались, что не могут найти «классический» батончик среди многообразия новых. За несколько недель экзотические новинки исчезли из магазинов. Ещё продавались карамель и тирамису, имевшие небольшой спрос. Новый план включал также забытый рекламный слоган: «Сделай перерыв, съешь КитКат» (англ. Have a break, have a KitKat) и продвижение на рынок больших упаковок KitKat.

## Характеристика
В состав батончиков KitKat входит молочный шоколад и отличительная черта серии — хрустящая вафля.
- Срок годности: около 9 месяцев с даты изготовления.
- Хранить при температуре от +15 °C до +21 °C при относительной влажности не более 75 %.

### Состав
Сахар, цельное сухое молоко, какао-масло, пшеничная мука, какао тёртое, пальмовое масло, эмульгаторы (соевый лецитин, E476), пищевые дрожжи, разрыхлитель (гидрокарбонат натрия), улучшитель муки (сульфат кальция), соль, крахмал, ароматизатор (ванилин).

## Ассортимент
Во всём мире существует около 250 видов KitKat.

## Дополнительные факты

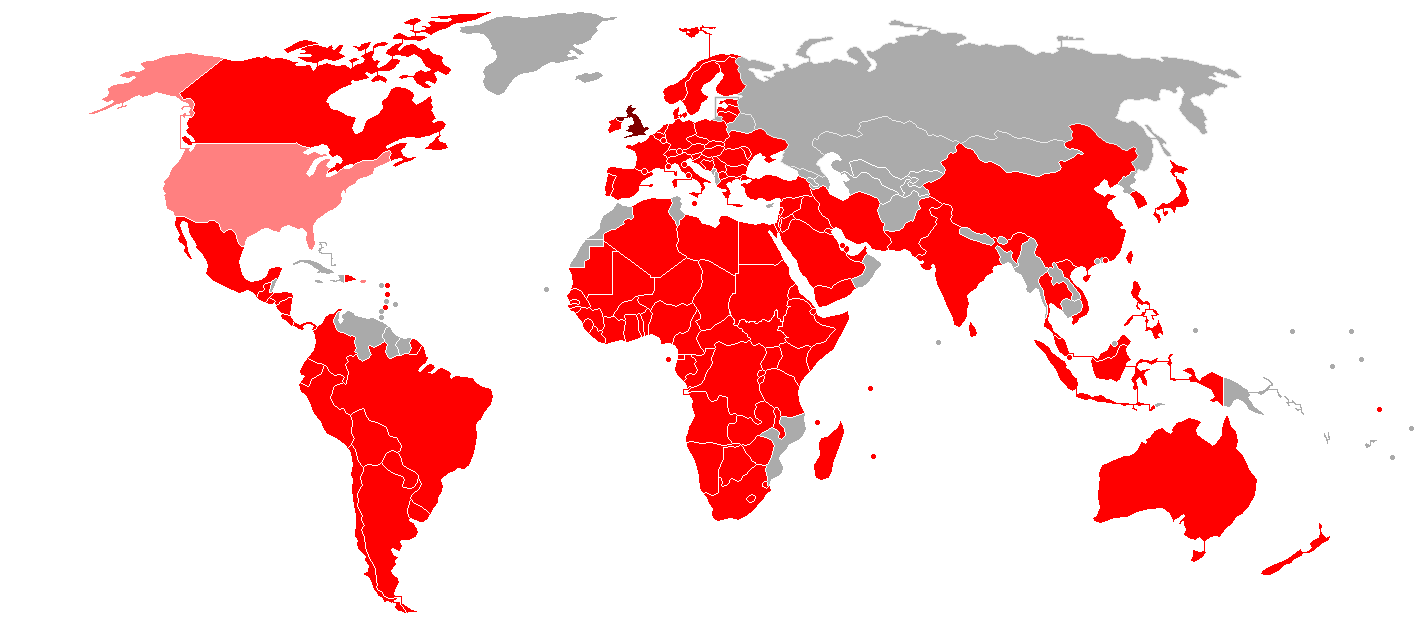
Страны по использованию батончика KitKat

- В 2000 году Книга рекордов Гиннесса заявила, что в 1995 году было продано 13,2 миллиарда упаковок KitKat и что каждую секунду во всем мире потребляют 418 батончиков.
- Произведённых за пять минут батончиков KitKat достаточно, чтобы сравняться по высоте с Эйфелевой башней (321 метр), если их поставить один на другой.
- После Второй мировой войны KitKat Chocolate Crisp (с рекламным слоганом What active people need — «то, что нужно активному человеку») утратил последние два слова Chocolate Crisp из своего названия и стал называться просто — KitKat.
- На срок с 1945 по 1947 год KitKat преобразился: тогда традиционная красно-белая упаковка сменилась на синюю. Причина была в проблемах с молочными поставками для производства шоколада, что повлекло изменение рецептуры продукта. В 1947 году поставки были налажены, компания вернулась к прежней рецептуре, и упаковка вернула свой цвет.
- Много экзотических вкусов KitKat существуют в различных странах мира, в зависимости от местных предпочтений и вкусов. Например, зелёный чай в Японии или арахисовое масло в Великобритании и Канаде.
- Производства KitKat расположены в Йорке (Великобритания), Торонто (Канада), Гамбурге (Германия), Понде (Индия), Чембонге (Малайзия), Тяньцзине (Китай), Касумигауре (Япония), Кампбеллфилдe (Австралия), Ист-Лондоне (Южная Африка), Джерси (США) и Перми (Россия) (до 2022 года).
- 21 апреля 2008 года японское подразделение компании Nestlé и бренд KitKat, который в Японии, благодаря созвучию с выражением kitto katsu, связан с пожеланиями удачи, начал продаваться в коробках, которые можно посылать по почте. Проект так и называется — KitKat Mail («Почта KitKat»). Прямо на упаковке KitKat Mail можно написать короткое сообщение, адрес получателя и отправителя и опустить пожелание удачи в почтовый ящик (стоимость почтовой доставки по стране уже включена в стоимость продукта).
- Также благодаря созвучию с выражением kitto katsu среди японских студентов ходит поверие, что перед экзаменом надо хотя бы откусить кусочек от батончика, так как, по их мнению это приносит удачу.
- KitKat Cookies & Cream (KitKat с печеньем и кремом), по мнению бренда, предпочитают чемпионы древнего вида спорта «чунга», а именно — придуманный KitKat и агентством JWT/Sydney чемпион из чемпионов Ганс Фагерлунд (англ. Hans Fagerlund). О нём бренд выпустил целую серию роликов, повествующих о пути чемпиона (о матери родом с Востока и об отце родом с Запада, и мальчике родом «из центральной части страны», о его жизни у слепых монахов, друге, потере родителей в страшном виде спорта Bad Minton) и силе, которая позволяет одним движением руки разбивать башни, собранные из батончиков KitKat — по всем правилам «чунга». Зрителей приключений Фагерлунда отправляют на сайт chungachampionship.com (недоступная ссылка), где проходят соревнования по «чунга», а Фагерлунда можно добавить в друзья на Facebook и MySpace.
- Компания Google назвала в честь батончиков KitKat одну из версий своей операционной системы для мобильных устройств — Android 4.4 [3].